# 都城市立山田中学校
都城市立山田中学校（みやこのじょうしりつ やまだちゅうがっこう）は、宮崎県都城市山田町山田にある公立の中学校。

## 概要
歴史
1947年（昭和22年）の学制改革により、新制中学校として創立。現校名となったのは2006年（平成18年）。2022年（令和4年）に創立75周年を迎えた。
校章
校歌
1954年（昭和29年）制定。作詞は富松良夫、作曲は海老原直による。歌詞は3番まであり、各番の歌詞中に校名の「山田中学」が登場する。
通学区域
- 都城市立山田小学校
- 都城市立中霧島小学校
- 都城市立木之川内小学校

## 沿革
- 1947年（昭和22年）- 学制改革が行われる（六・三制の実施）。
  - 4月1日 - 山田国民学校の初等科は、新制小学校「山田村立山田小学校」に改組・改称。
  - 4月30日 - 山田国民学校の高等科は、青年学校普通科とともに、新制中学校「山田村立山田中学校」に改組され、設置が認可される。
  - 5月10日 - 山田青年学校において開校。
- 1948年（昭和23年）11月 - 木造新校舎1棟が完成。
- 1949年（昭和24年）3月31日 - 青年学校が廃止される。
- 1951年（昭和26年）8月 - 校舎を増築。
- 1953年（昭和28年）1月15日 - 町制施行により、「山田町立山田中学校」に改称。
- 1954年（昭和29年）1月31日 - 校歌および校旗を制定。
- 1956年（昭和31年）8月 - 運動場を拡張。
- 1964年（昭和39年）3月 - 鉄筋コンクリート造3階建て校舎（6教室）が完成。
- 1965年（昭和40年）3月 - 鉄筋コンクリート造2階建て校舎（5教室）が完成。
- 1966年（昭和41年）10月 - プールが完成。
- 1970年（昭和45年）4月 - 学校給食を開始。
- 1974年（昭和49年）3月 - 鉄筋コンクリート造2階建て新校舎が完成。
- 1975年（昭和50年）2月 - 管理棟が完成。
- 1980年（昭和55年）10月 - 校訓記念碑を建立。
- 1990年（平成2年）3月 - 体育館が完成。
- 1993年（平成5年）
  - 1月 - パソコン室が完成。
  - 8月 - 第二棟校舎の大改修が完了。部室棟が完成。
- 1997年（平成9年）12月 - 第三棟を改築。
- 2002年（平成14年）9月 - 管理棟の大規模改修が完成。
- 2006年（平成18年）
  - 1月1日 - 都城市との合併により、「都城市立山田中学校」（現校名）と改称。
  - 3月 - 新技術室が完成。
- 2009年（平成21年）
  - 3月 - プールの改修工事が完了。
  - 9月 - 廃屋を解体・撤去。
- 2011年（平成23年）1月25日 - 新燃岳噴火のために、厚さ約2cmの降灰。

## 交通アクセス
最寄りの鉄道駅
- JR九州 日豊本線 「万ヶ塚駅」

最寄りのバス停留所
- 宮崎交通バス（宮交バス）「山田中学校前」停留所

最寄りの幹線道路
- 国道269号
- 宮崎県道42号都城野尻線

## 周辺
- 都城市立山田小学校
- 都城市役所 山田総合支所（旧・山田町役場）
- 山田運動公園（野球場・陸上競技場・体育館）
- 都城盆地土地改良区
- 正定寺
- 西栫自治公民館（にしかこい）
- 西栫郵便局（にしかこい）
- 都城市山田子育て支援センター
- 都城市山田総合福祉センター